# قرفص كبدي
قرفص كبدي او صُران مُبقج (الاسم العلمي:Serranus hepatus) (بالإنجليزية: Brown comber)‏ هو نوع من الأسماك يتبع جنس القرفص من الفصيلة القرفصية.